# 华桥乡
华桥乡，是中华人民共和国福建省南平市光泽县下辖的一个乡镇级行政单位。

## 行政区划
华桥乡下辖以下地区：
华桥村、官屯村、吴屯村、邓家边村、大禾山村、何舟坪村、园岱村、铁关村、增坊村、古林村、牛田村和石壁窟村。